# Tugs
Tugs(англ.Tugs) рус. буксиры бриттанский анимационный мультфильм  от мультсериала  томаса и его друзей  созданный от девитана миттена и кардона                                    с 1988 по 1989 год мультфильм потом закрылся после 13 эпизодов                                                                                                                                                                      сюжет                                                                                                                                                                                                                                                                                 главные герои тен сенц и саншай и биг мак и другие буксиры в городе биг сити в сша звездные буксиры это часть флота и рек                                                                              эпизоды  1 саншайн 2 пират 3 в ловушке 4 регата  5 боеприпасы 6 войн 7 прилив 8 карантин 9  призраки 10 сглазили 11 сильный ветер  12  в верх по реке 13 биг фриз 
1. ↑  Рис_подписи(англ.)_исправл. doi.org. Дата обращения: 14 августа 2025.